# Чемпионат Украины по хоккею с шайбой 2015
XXIII-й Чемпионат Украины по хоккею с шайбой — соревнование сезона 2014/2015 по хоккею с шайбой среди украинских клубных команд мастеров, организованное национальной федерацией.

## Регламент
Чемпионат Украины по хоккею с шайбой прошёл в 2 этапа — регулярный чемпионат и стадия «плей-офф».
Матчи регулярного чемпионата прошли со 2 февраля 2015 года по 21 марта 2015 года по круговой системе. Команды сыграли 2 круга спаренных матчей по системе «каждый с каждым» на домашней арене и на арене соперника. По результатам регулярного чемпионата были сформированы полуфинальные пары, которые далее по системе «плей-офф» определили чемпиона Украины. Команды, занявшие первые 1-2-е места в регулярном чемпионате, становились сеяными в полуфинальных парах: первые матчи они проводили «в гостях» и имели преимущество домашней площадки в случае проведения дополнительного матча. Полуфинальные матчи проводились до 2-х побед. Победители разыграли звание чемпиона в финальной серии до 2-х побед. Матчи второго этапа прошли с 24 марта по 4 апреля 2015 года.

### Календарь
| Календарь матчей регулярного чемпионата Украины по хоккею с шайбой сезона 2014/2015 | Календарь матчей регулярного чемпионата Украины по хоккею с шайбой сезона 2014/2015 | Календарь матчей регулярного чемпионата Украины по хоккею с шайбой сезона 2014/2015 | Календарь матчей регулярного чемпионата Украины по хоккею с шайбой сезона 2014/2015 | Календарь матчей регулярного чемпионата Украины по хоккею с шайбой сезона 2014/2015 |
| Команда                                                                             | ХК «АТЭК»                                                                           | ХК «Витязь»                                                                         | ХК «Дженералз»                                                                      | ХК «Кременчуг»                                                                      |
| ----------------------------------------------------------------------------------- | ----------------------------------------------------------------------------------- | ----------------------------------------------------------------------------------- | ----------------------------------------------------------------------------------- | ----------------------------------------------------------------------------------- |
| ХК «АТЭК»                                                                           |                                                                                     | 14.03. − 15.03.2015                                                                 | 12.02. − 13.02.2015                                                                 | 18.03. − 19.03.2015                                                                 |
| ХК «Витязь»                                                                         | 21.02. − 22.02.2015                                                                 |                                                                                     | 20.03. − 21.03.2015                                                                 | 06.03. − 07.03.2015                                                                 |
| ХК «Дженералз»                                                                      | 04.03. − 05.03.2015                                                                 | 28.02. − 01.03.2015                                                                 |                                                                                     | 24.02. − 25.02.2015                                                                 |
| ХК «Кременчуг»                                                                      | 18.02. − 19.02.2015                                                                 | 14.02. − 15.02.2015                                                                 | 11.03. − 12.03.2015                                                                 |                                                                                     |

| Расписание по турам | Расписание по турам                     |
| ------------------- | --------------------------------------- |
| 1-й круг            |                                         |
| 1-й тур             | 12.02. − 15.02.2015                     |
| 2-й тур             | 18.02. − 19.02.2015 28.02. − 01.03.2015 |
| 3-й тур             | 21.02. − 25.02.2015                     |
| 2-й круг            |                                         |
| 4-й тур             | 04.03. − 07.03.2015                     |
| 5-й тур             | 11.03. − 15.03.2015                     |
| 6-й тур             | 18.03. − 21.03.2015                     |

| Второй раунд. Стадия плей-офф | Второй раунд. Стадия плей-офф |
| ----------------------------- | ----------------------------- |
| ½ финала                      | Финал                         |
| 24.03.2015                    | 31.03.2015                    |
| 27.03.2015                    | 03.04.2015                    |
| 28.03.2015                    | 04.04.2015                    |

| Даты дополнительных матчей (при необходимости) |

## Участники
В соревновании приняли участие 4 команды. Первоначально команда, заявленная как ХК «АТЭК», должна была выступать под муниципальным наименованием ХК «Киев». Однако, сменив тренера, команда решила защищать цвета ХК «АТЭК», договорившись об этом с владельцами «АТЭКа».
| Участники чемпионата Украины по хоккею с шайбой сезона 2014/2015 | Участники чемпионата Украины по хоккею с шайбой сезона 2014/2015 | Участники чемпионата Украины по хоккею с шайбой сезона 2014/2015 | Участники чемпионата Украины по хоккею с шайбой сезона 2014/2015 |
| Команда                                                          | Город                                                            | Арена                                                            | Вместимость, чел.                                                |
| ---------------------------------------------------------------- | ---------------------------------------------------------------- | ---------------------------------------------------------------- | ---------------------------------------------------------------- |
| ХК «АТЭК»                                                        | Киев                                                             | СК «АТЭК»                                                        | 500                                                              |
| ХК «Витязь»                                                      | Харьков                                                          | ЛА «Айсхол»                                                      | 1500                                                             |
| ХК «Дженералз»                                                   | Киев                                                             | ТРЦ «Терминал» г.(Бровары)                                       | 1500                                                             |
| ХК «Кременчуг»                                                   | Кременчуг                                                        | ЛА «Айсберг»                                                     | 500                                                              |

## Регулярный чемпионат

### Турнирная таблица
| М | Команда        | И  | В | ВО | ВБ | ПБ | ПО | П | ГЗ | ГП | ГР  | О  |
| - | -------------- | -- | - | -- | -- | -- | -- | - | -- | -- | --- | -- |
| 1 | ХК «Кременчуг» | 12 | 9 | 0  | 1  | 1  | 0  | 1 | 52 | 28 | +24 | 30 |
| 2 | ХК «Дженералз» | 12 | 5 | 0  | 0  | 0  | 0  | 7 | 41 | 47 | −6  | 15 |
| 3 | ХК «АТЭК»      | 12 | 4 | 0  | 1  | 0  | 0  | 7 | 49 | 55 | −6  | 14 |
| 4 | ХК «Витязь»    | 12 | 4 | 0  | 0  | 1  | 0  | 7 | 42 | 54 | −12 | 13 |

| Условные цветовые обозначения | Условные цветовые обозначения      |
| ----------------------------- | ---------------------------------- |
|                               | Победитель регулярного чемпионата  |
|                               | Вторая сеяная команда в полуфинале |

### Результаты игр
| Результаты матчей регулярного чемпионата Украины по хоккею с шайбой сезона 2014/2015 | Результаты матчей регулярного чемпионата Украины по хоккею с шайбой сезона 2014/2015 | Результаты матчей регулярного чемпионата Украины по хоккею с шайбой сезона 2014/2015 | Результаты матчей регулярного чемпионата Украины по хоккею с шайбой сезона 2014/2015 | Результаты матчей регулярного чемпионата Украины по хоккею с шайбой сезона 2014/2015 |
| Команда                                                                              | ХК «АТЭК»                                                                            | ХК «Витязь»                                                                          | ХК «Дженералз»                                                                       | ХК «Кременчуг»                                                                       |
| ------------------------------------------------------------------------------------ | ------------------------------------------------------------------------------------ | ------------------------------------------------------------------------------------ | ------------------------------------------------------------------------------------ | ------------------------------------------------------------------------------------ |
| ХК «АТЭК»                                                                            |                                                                                      | 6 : 7 8 : 3                                                                          | 2 : 4 5 : 1                                                                          | 7 : 6 Б 1 : 2                                                                        |
| ХК «Витязь»                                                                          | 4 : 5 12 : 3                                                                         |                                                                                      | 7 : 3 3 : 2                                                                          | 2 : 3 Б 0 : 3                                                                        |
| ХК «Дженералз»                                                                       | 3 : 1 4 : 8                                                                          | 6 : 0 5 : 2                                                                          |                                                                                      | 1 : 5 5 : 3                                                                          |
| ХК «Кременчуг»                                                                       | 5 : 1 4 : 2                                                                          | 5 : 1 5 : 1                                                                          | 6 : 3 5 : 4                                                                          |                                                                                      |

### Плей-офф
|  | ½ финала | ½ финала       | ½ финала       | ½ финала       | ½ финала       | ½ финала       | ½ финала | ½ финала | ½ финала | ½ финала |   |                | Финал          | Финал          | Финал          | Финал          | Финал     | Финал     | Финал | Финал | Финал | Финал |
|  |          |                |                |                |                |                |          |          |          |          |   |                |                |                |                |                |           |           |       |       |       |       |
|  | 1        | ХК «Кременчуг» | ХК «Кременчуг» | ХК «Кременчуг» | ХК «Кременчуг» | ХК «Кременчуг» | 2        | 6        | 5        | 2        |   |                |                |                |                |                |           |           |       |       |       |       |
|  | 1        | ХК «Кременчуг» | ХК «Кременчуг» | ХК «Кременчуг» | ХК «Кременчуг» | ХК «Кременчуг» | 2        | 6        | 5        | 2        |   |                |                |                |                |                |           |           |       |       |       |       |
|  | 4        | ХК «Витязь»    | ХК «Витязь»    | ХК «Витязь»    | ХК «Витязь»    | ХК «Витязь»    | 3 Б      | 3        | 4        | 1        |   |                |                |                |                |                |           |           |       |       |       |       |
|  |          |                |                |                |                |                |          |          |          |          | 1 | ХК «Кременчуг» | ХК «Кременчуг» | ХК «Кременчуг» | ХК «Кременчуг» | ХК «Кременчуг» | 4         | 2         | 3     | 1     |       |       |
|  |          |                |                |                |                |                |          |          |          |          | 1 | ХК «Кременчуг» | ХК «Кременчуг» | ХК «Кременчуг» | ХК «Кременчуг» | ХК «Кременчуг» | 4         | 2         | 3     | 1     |       |       |
|  |          |                |                |                |                |                |          |          |          |          |   |                | 3              | ХК «АТЭК»      | ХК «АТЭК»      | ХК «АТЭК»      | ХК «АТЭК» | ХК «АТЭК» | 2     | 3     | 4 ОТ  | 2     |
|  | 3        | ХК «АТЭК»      | ХК «АТЭК»      | ХК «АТЭК»      | ХК «АТЭК»      | ХК «АТЭК»      | 4        | 3        | −        | 2        |   |                | 3              | ХК «АТЭК»      | ХК «АТЭК»      | ХК «АТЭК»      | ХК «АТЭК» | ХК «АТЭК» | 2     | 3     | 4 ОТ  | 2     |
|  | 3        | ХК «АТЭК»      | ХК «АТЭК»      | ХК «АТЭК»      | ХК «АТЭК»      | ХК «АТЭК»      | 4        | 3        | −        | 2        |   |                |                |                |                |                |           |           |       |       |       |       |
|  | 2        | ХК «Дженералз» | ХК «Дженералз» | ХК «Дженералз» | ХК «Дженералз» | ХК «Дженералз» | 3        | 1        | −        | 0        |   |                |                |                |                |                |           |           |       |       |       |       |
|  | 2        | ХК «Дженералз» | ХК «Дженералз» | ХК «Дженералз» | ХК «Дженералз» | ХК «Дженералз» | 3        | 1        | −        | 0        |   |                |                |                |                |                |           |           |       |       |       |       |
|  |          |                |                |                |                |                |          |          |          |          |   |                |                |                |                |                |           |           |       |       |       |       |